# Mouvement pour un parti des travailleurs
Pour les articles homonymes, voir MPPT.
Le Mouvement pour un parti des travailleurs (MPPT), prédécesseur du Parti des travailleurs, est un ancien parti politique français. Créé en 1985, le MPPT avait une structuration nationale fédérale  (départements et courants).
Son journal était l'hebdomadaire Informations ouvrières, que le Parti communiste internationaliste (PCI), formation trotskyste cofondatrice et principale force militante, avait mis à disposition du MPPT. Il annonçait tirer autour de 20 000 exemplaires par semaine.

## Chronologie
- 1983 : des militants du PS et du PCF cherchent une issue à leur désaccord politique face au tournant de la rigueur en se rapprochant du PCI.
- 17 juin 1984 : aux élections européennes, la liste « Pour un parti des travailleurs », conduite par Marc Gauquelin, obtient 0,90 %[1]
- 30 novembre - 1er décembre 1985 : fondation par ces militants et ceux du PCI du MPPT.
- Avril 1986 : scission de 400 militants qui fondent Convergences socialistes. Le 29 septembre 1986 Convergences Socialistes rejoint le Parti socialiste (PS). L'influence majoritaire du syndicat étudiant UNEF-ID passe du PCI au PS[2]. Les partants les plus connus sont :
  - Jean-Christophe Cambadélis (président de l'UNEF-US puis de l'UNEF-ID entre 1978 et 1984)
  - Marc Rozenblat (président de l'UNEF-ID entre 1984 et 1986)
  - Philippe Darriulat (président de l'UNEF-ID de 1986 à 1988)
  - Philippe Campinchi (président de l'UNEF-ID de 1991 à 1994)
- 24 avril 1988 : premier tour de l'élection présidentielle : 0,38 % pour Pierre Boussel[3],[4]
- 18 juin 1989 : élections européennes. la liste pour l'Europe des travailleurs et de la démocratie soutenue par le MPPT conduite par Marc Gauquelin[5] obtient 0,60 %
- 10-11 novembre 1991 : le Mouvement pour un parti des travailleurs, avec le ralliement d'anarcho-syndicalistes de l'UAS, devient  le Parti des travailleurs (PT).